# Ямайский тайфунник
Ямайский тайфунник (лат. Pterodroma caribbaea) — это небольшая морская птица из рода тайфунников. Он связан с черношапочным тайфунником и часто считается его подвидом. Он связан с западно-индийским буревестником (Pterodroma hasitata) и часто считается его подвидом. Немногочисленные известные музейные образцы происходят из района Голубых гор на Ямайке.
Этот вид в последний раз видели в 1879 году, и в период с 1996 по 2000 год его поиски не увенчались успехом. Однако их пока нельзя классифицировать как вымершие, потому что ночных буревестников очень сложно зарегистрировать и, возможно, они могут размножаться в Доминике или Гваделупе.